# Úvula

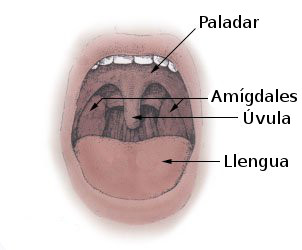
Ubicació de l'úvula dins de la cavitat bucal

L'úvula (del llatí uvula) o, popularment, campaneta, neulella, gargamelló, gallet (i d'altres denominacions com garganxó, llengüeta) és una petita massa carnosa que penja del paladar tou, per sobre de l'arrel de la llengua. Està formada per teixit conjuntiu i mucosa, a més de tres músculs: el tensor del paladar, l'elevador del paladar i el mateix múscul de l'úvula. Funciona amb la resta del paladar tou separant la cavitat bucal de la nasal i impedint que el menjar i els líquids arribin a aquesta última en el vòmit.
L'úvula o campaneta és una petita estructura cònica que penja de la vora inferior del vel del paladar. L'espai que queda entre els laterals del paladar s'anomena istme de la gola i està delimitat per la vora lliure del vel del paladar per dalt, per la llengua per baix i pels pilars del vel del paladar i les amígdales pels costats.